# Вилоу Парк (Тексас)
Вилоу Парк (енгл. Willow Park) град је у америчкој савезној држави Тексас. По попису становништва из 2010. у њему је живело 3.982 становника.

## Демографија
Према попису становништва из 2010. у граду је живело 3.982 становника, што је 1.133 (39,8%) становника више него 2000. године.
| Група             | 2000.         | 2010.         |
| Белци             | 2.687 (94,3%) | 3.651 (91,7%) |
| Афроамериканци    | 9 (0,3%)      | 33 (0,8%)     |
| Азијати           | 13 (0,5%)     | 27 (0,7%)     |
| Хиспаноамериканци | 101 (3,5%)    | 205 (5,1%)    |
| Укупно            | 2.849         | 3.982         |